# 1. Volleyball-Club Wiesbaden 2023-2024
Questa voce raccoglie le informazioni riguardanti il 1. Volleyball-Club Wiesbaden nelle competizioni ufficiali della stagione 2023-2024.

## Stagione
Il 1. Volleyball-Club Wiesbaden partecipa alla stagione 2023-24 senza alcuna denominazione sponsorizzata.
Ottiene un sesto posto nella regular season di 1. Bundesliga, accedendo ai play-off scudetto dopo il turno intermedio: viene eliminato ai quarti di finale dal Dresdner. Raggiunge i quarti di finale anche in Coppa di Germania, uscendo di scena contro il Potsdam.
In ambito europeo partecipa alla Challenge Cup, dove la sua corsa si interrompe alle semifinali, dove viene sconfitto nel doppio confronto dalle italiane dell'AGIL.

## Organigramma societario
Area direttiva
- Presidente: Christopher Fetting

Area tecnica
- Allenatore: Benedikt Frank
- Allenatore in seconda: Christian Sossenheimer
- Assistente allenatore: Tigin Yaglioglu
- Scoutman: Daniel Ramírez

Area sanitaria
- Medico: Alexander Mayer
- Fisioterapista: Jonas Wagner, Burak Yılmaz

## Rosa
| N° | Nome               | Ruolo | Data di nascita   | Nazionalità sportiva |
| -- | ------------------ | ----- | ----------------- | -------------------- |
| 2  | Jaidyn Blanchfield | S     | 10 gennaio 1995   | Stati Uniti          |
| 3  | Pauline Bietau     | P     | 30 aprile 2004    | Germania             |
| 4  | Tanja Großer       | S     | 27 novembre 1993  | Germania             |
| 5  | Hannah Hartmann    | S     | 25 marzo 2005     | Germania             |
| 6  | Melissa Langegger  | S     | 29 giugno 1998    | Canada               |
| 8  | Noa de Vos         | S     | 24 aprile 2004    | Paesi Bassi          |
| 9  | Rene Sain          | L     | 23 aprile 1997    | Croazia              |
| 11 | Celine Jebens      | O     | 5 gennaio 2004    | Germania             |
| 12 | Nina Herelová      | C     | 30 luglio 1993    | Slovacchia           |
| 13 | Milana Božić       | P     | 19 luglio 2000    | Bosnia ed Erzegovina |
| 14 | Jonna Wasserfaller | C     | 20 aprile 1994    | Svezia               |
| 16 | Izabella Rapacz    | O     | 25 settembre 1995 | Polonia              |
| 17 | Rachel Anderson    | C     | 10 maggio 1996    | Stati Uniti          |
| 18 | Antonia Herpich    | L     | 4 marzo 2005      | Germania             |

## Mercato
| Acquisti | Acquisti           | Acquisti           | Acquisti   |
| R.       | Nome               | da                 | Modalità   |
| -------- | ------------------ | ------------------ | ---------- |
| S        | Jaidyn Blanchfield | Erfurt             | definitivo |
| P        | Milana Božić       | Thīras             | definitivo |
| S        | Noa de Vos         | Eurosped           | definitivo |
| L        | Antonia Herpich    | FTSV Straubing     | definitivo |
| O        | Celine Jebens      | Olympia Berlino    | definitivo |
| S        | Melissa Langegger  | Thīras             | definitivo |
| O        | Izabella Rapacz    | Developres Rzeszów | definitivo |
| C        | Jonna Wasserfaller | Hylte/Halmstad     | definitivo |

- Pauline Bietau, P, è stata promossa dalla seconda squadra.

| Cessioni | Cessioni             | Cessioni            | Cessioni   |
| R.       | Nome                 | a                   | Modalità   |
| -------- | -------------------- | ------------------- | ---------- |
| S        | Joyce Agbolossou     | Sokol Frýdek-Místek | definitivo |
| L        | Leonie Büdenbender   | Flacht              | definitivo |
| C        | Mirta Freund         | HAOK Mladost        | definitivo |
| P        | Natalia Gajewska     | -                   | ritirata   |
| O        | Lena Große Scharmann | Megavolley          | definitivo |
| S        | Jodie Guilliams      | VDK Gent            | definitivo |
| O        | Liza Kastrup         | Sporting Lisbona    | definitivo |
| P        | Ariadna Priante      | Haris               | definitivo |

## Risultati

### 1. Bundesliga

#### Girone di andata
| 1ª giornata - 6 ottobre 2023 SCHARRena, Stoccarda                      | MTV Stoccarda | 3 - 2 | Wiesbaden  | 20-25, 25-17, 22-25, 25-23, 17-15 |
| 2ª giornata - 11 ottobre 2023 Platz der Deutschen Einheit, Wiesbaden   | Wiesbaden     | 0 - 3 | Dresdner   | 21-25, 21-25, 17-25               |
| 3ª giornata - 21 ottobre 2023 Sporthalle Neuköllner Straße, Aquisgrana | PTSV Aachen   | 0 - 3 | Wiesbaden  | 24-26, 21-25, 23-25               |
| 4ª giornata - 28 ottobre 2023 Platz der Deutschen Einheit, Wiesbaden   | Wiesbaden     | 2 - 3 | Schweriner | 14-25, 25-19, 18-25, 25-18, 19-21 |
| 5ª giornata - 11 novembre 2023 MBS Arena Potsdam, Potsdam              | Potsdam       | 3 - 1 | Wiesbaden  | 25-22, 20-25, 25-18, 25-22        |
| 6ª giornata - 18 novembre 2023 Platz der Deutschen Einheit, Wiesbaden  | Wiesbaden     | 3 - 0 | Neuwied    | 25-12, 25-14, 25-12               |
| 7ª giornata - 25 novembre 2023 Platz der Deutschen Einheit, Wiesbaden  | Wiesbaden     | 3 - 1 | Münster    | 17-25, 25-18, 25-20, 33-31        |
| 8ª giornata - 28 dicembre 2023 Ballsporthalle, Vilsbiburg              | Vilsbiburg    | 0 - 3 | Wiesbaden  | 26-28, 28-30, 24-26               |
| 9ª giornata - 9 dicembre 2023 Platz der Deutschen Einheit, Wiesbaden   | Wiesbaden     | 1 - 3 | Suhl       | 18-25, 24-26, 25-18, 23-25        |

#### Girone di ritorno
| 10ª giornata - 16 dicembre 2023 Platz der Deutschen Einheit, Wiesbaden      | Wiesbaden  | 1 - 3 | MTV Stoccarda | 12-25, 20-25, 26-24, 15-25        |
| 11ª giornata - 22 dicembre 2023 Margon Arena, Dresda                        | Dresdner   | 3 - 0 | Wiesbaden     | 25-15, 25-18, 25-21               |
| 12ª giornata - 30 dicembre 2023 Platz der Deutschen Einheit, Wiesbaden      | Wiesbaden  | 3 - 0 | PTSV Aachen   | 25-17, 25-15, 25-13               |
| 13ª giornata - 6 gennaio 2024 ARENA Schwerin, Schwerin                      | Schweriner | 3 - 2 | Wiesbaden     | 23-25, 25-21, 25-15, 24-26, 15-8  |
| 14ª giornata - 14 gennaio 2024 Platz der Deutschen Einheit, Wiesbaden       | Wiesbaden  | 0 - 3 | Potsdam       | 23-25, 10-25, 7-25                |
| 15ª giornata - 20 gennaio 2024 Sporthalle des Rhein-Wied-Gymnasium, Neuwied | Neuwied    | 1 - 3 | Wiesbaden     | 18-25, 21-25, 25-20, 21-25        |
| 16ª giornata - 24 gennaio 2024 Sporthalle Berg Fidel, Münster               | Münster    | 1 - 3 | Wiesbaden     | 25-23, 19-25, 16-25, 25-27        |
| 17ª giornata - 27 gennaio 2024 Platz der Deutschen Einheit, Wiesbaden       | Wiesbaden  | 3 - 2 | Vilsbiburg    | 25-23, 27-29, 25-21, 22-25, 15-12 |
| 18ª giornata - 3 febbraio 2024 Sporthalle Wolfsgrube, Suhl                  | Suhl       | 3 - 1 | Wiesbaden     | 21-25, 25-13, 26-24, 25-14        |

#### Turno intermedio - Gruppo B (6-9)
| 1ª giornata - 10 febbraio 2024 Platz der Deutschen Einheit, Wiesbaden | Wiesbaden   | 3 - 0 | Münster     | 30-28, 26-24, 25-12               |
| 2ª giornata - 14 febbraio 2024 Ballsporthalle, Vilsbiburg             | Vilsbiburg  | 2 - 3 | Wiesbaden   | 22-25, 25-13, 16-25, 25-19, 11-15 |
| 3ª giornata - 17 febbraio 2024 Platz der Deutschen Einheit, Wiesbaden | Wiesbaden   | 2 - 3 | PTSV Aachen | 25-16, 28-26, 23-25, 19-25, 14-16 |
| 4ª giornata - 24 febbraio 2024 Sporthalle Berg Fidel, Münster         | Münster     | 3 - 0 | Wiesbaden   | 25-19, 25-19, 25-20               |
| 5ª giornata - 9 marzo 2024 Platz der Deutschen Einheit, Wiesbaden     | Wiesbaden   | 3 - 1 | Vilsbiburg  | 29-27, 15-25, 25-23, 25-23        |
| 6ª giornata - 16 marzo 2024 Sporthalle Neuköllner Straße, Aquisgrana  | PTSV Aachen | 1 - 3 | Wiesbaden   | 18-25, 25-21, 22-25, 20-25        |

#### Play-off scudetto
| Quarti di finale (gara 1) - 23 marzo 2024 Margon Arena, Dresda                   | Dresdner  | 2 - 3 | Wiesbaden | 26-28, 28-26, 25-15, 23-25, 19-21 |
| Quarti di finale (gara 2) - 27 marzo 2024 Platz der Deutschen Einheit, Wiesbaden | Wiesbaden | 0 - 3 | Dresdner  | 22-25, 20-25, 18-25               |
| Quarti di finale (gara 3) - 30 marzo 2024 Margon Arena, Dresda                   | Dresdner  | 3 - 1 | Wiesbaden | 13-25, 25-20, 25-19, 25-22        |

### Coppa di Germania
| Ottavi di finale - 4 novembre 2023 Riethsporthalle, Erfurt     | Erfurt  | 2 - 3 | Wiesbaden | 25-19, 19-25, 25-21, 20-25, 12-15 |
| Quarti di finale - 22 novembre 2023 MBS Arena Potsdam, Potsdam | Potsdam | 3 - 1 | Wiesbaden | 25-20, 20-25, 30-28, 25-14        |

### Challenge Cup
| Sedicesimi di finale (andata) - 8 novembre 2023 Tomabelhal, Roeselare           | Bevo Roeselare | 1 - 3 | Wiesbaden      | 22-25, 25-15, 23-25, 16-25                          |
| Sedicesimi di finale (ritorno) - 15 novembre 2023 Sporthalle Einheit, Wiesbaden | Wiesbaden      | 3 - 0 | Bevo Roeselare | 25-21, 25-19, 25-14                                 |
| Ottavi di finale (andata) - 30 novembre 2023 Burhan Felek Spor Salonu, Istanbul | Galatasaray    | 2 - 3 | Wiesbaden      | 22-25, 16-25, 27-25, 25-21, 13-15                   |
| Ottavi di finale (ritorno) - 6 dicembre 2023 Sporthalle Einheit, Wiesbaden      | Wiesbaden      | 2 - 3 | Galatasaray    | 20-25, 25-22, 25-21, 18-25, 14-16 Golden set: 15-11 |
| Quarti di finale (andata) - 11 gennaio 2024 PAOK Sports Arena, Pylea-Chortiatis | PAOK           | 0 - 3 | Wiesbaden      | 18-25, 22-25, 14-25                                 |
| Quarti di finale (ritorno) - 17 gennaio 2024 Sporthalle Einheit, Wiesbaden      | Wiesbaden      | 3 - 0 | PAOK           | 25-23, 25-22, 25-22                                 |
| Semifinali (andata) - 1º febbraio 2024 PalaTerdoppio, Novara                    | AGIL           | 3 - 1 | Wiesbaden      | 21-25, 30-28, 25-17, 25-23                          |
| Semifinali (ritorno) - 7 febbraio 2024 Sporthalle Einheit, Wiesbaden            | Wiesbaden      | 1 - 3 | AGIL           | 23-25, 25-22, 21-25, 21-25                          |

## Statistiche

### Statistiche di squadra
| Competizione      | Punti | In casa | In casa | In casa | In trasferta | In trasferta | In trasferta | Totale | Totale | Totale |
| Competizione      | Punti | G       | V       | P       | G            | V            | P            | G      | V      | P      |
| ----------------- | ----- | ------- | ------- | ------- | ------------ | ------------ | ------------ | ------ | ------ | ------ |
| 1. Bundesliga     | 23/21 | 13      | 6       | 7       | 14           | 7            | 7            | 27     | 13     | 14     |
| Coppa di Germania | -     | 0       | 0       | 0       | 2            | 2            | 0            | 2      | 2      | 0      |
| Challenge Cup     | -     | 4       | 2       | 2       | 4            | 3            | 1            | 8      | 5      | 3      |
| Totale            | -     | 17      | 8       | 9       | 20           | 12           | 8            | 37     | 20     | 17     |

G = partite giocate; V = partite vinte; P = partite perse

### Statistiche dei giocatori
| Giocatrice      | 1. Bundesliga | 1. Bundesliga | 1. Bundesliga | 1. Bundesliga | 1. Bundesliga | Coppa di Germania | Coppa di Germania | Coppa di Germania | Coppa di Germania | Coppa di Germania | Challenge Cup | Challenge Cup | Challenge Cup | Challenge Cup | Challenge Cup | Totale | Totale | Totale | Totale | Totale |
| Giocatrice      | P             | PT            | AV            | MV            | BV            | P                 | PT                | AV                | MV                | BV                | P             | PT            | AV            | MV            | BV            | P      | PT     | AV     | MV     | BV     |
| --------------- | ------------- | ------------- | ------------- | ------------- | ------------- | ----------------- | ----------------- | ----------------- | ----------------- | ----------------- | ------------- | ------------- | ------------- | ------------- | ------------- | ------ | ------ | ------ | ------ | ------ |
| R. Anderson     | 25            | 271           | 204           | 52            | 15            | 2                 | 16                | 14                | 2                 | 0                 | 8             | 84            | 54            | 18            | 12            | 35     | 371    | 272    | 72     | 27     |
| P. Bietau       | 15            | 5             | 3             | 0             | 2             | 1                 | 0                 | 0                 | 0                 | 0                 | 6             | 2             | 0             | 1             | 1             | 22     | 7      | 3      | 1      | 3      |
| J. Blanchfield  | 26            | 286           | 238           | 28            | 20            | 2                 | 29                | 26                | 2                 | 1                 | 8             | 95            | 79            | 8             | 8             | 36     | 410    | 343    | 38     | 29     |
| M. Božić        | 26            | 78            | 31            | 22            | 25            | 2                 | 10                | 0                 | 3                 | 7                 | 8             | 23            | 8             | 5             | 10            | 36     | 111    | 39     | 30     | 42     |
| N. de Vos       | 7             | 18            | 15            | 1             | 2             | 1                 | 0                 | 0                 | 0                 | 0                 | 3             | 10            | 9             | 1             | 0             | 11     | 28     | 24     | 2      | 2      |
| T. Großer       | 24            | 217           | 182           | 22            | 13            | 2                 | 21                | 21                | 0                 | 0                 | 8             | 70            | 59            | 7             | 4             | 34     | 308    | 262    | 29     | 17     |
| H. Hartmann     | 0             | 0             | 0             | 0             | 0             | -                 | -                 | -                 | -                 | -                 | 0             | 0             | 0             | 0             | 0             | 0      | 0      | 0      | 0      | 0      |
| N. Herelová     | 22            | 197           | 163           | 24            | 10            | 2                 | 24                | 18                | 4                 | 2                 | 8             | 87            | 65            | 13            | 9             | 32     | 308    | 246    | 41     | 21     |
| A. Herpich      | 4             | 0             | 0             | 0             | 0             | 0                 | 0                 | 0                 | 0                 | 0                 | 2             | 0             | 0             | 0             | 0             | 6      | 0      | 0      | 0      | 0      |
| C. Jebens       | 18            | 67            | 56            | 6             | 5             | 2                 | 7                 | 6                 | 1                 | 0                 | 5             | 19            | 14            | 3             | 2             | 25     | 93     | 76     | 10     | 7      |
| M. Langegger    | 18            | 62            | 51            | 6             | 5             | 2                 | 5                 | 5                 | 0                 | 0                 | 4             | 14            | 11            | 1             | 2             | 24     | 81     | 67     | 7      | 7      |
| I. Rapacz       | 25            | 425           | 378           | 32            | 15            | 2                 | 24                | 21                | 1                 | 2                 | 8             | 123           | 109           | 9             | 5             | 35     | 572    | 508    | 42     | 22     |
| R. Sain         | 26            | 1             | 1             | 0             | 0             | 2                 | 0                 | 0                 | 0                 | 0                 | 8             | 0             | 0             | 0             | 0             | 36     | 1      | 1      | 0      | 0      |
| J. Wasserfaller | 16            | 34            | 19            | 10            | 5             | 1                 | 1                 | 0                 | 0                 | 1                 | 4             | 2             | 2             | 0             | 0             | 21     | 37     | 21     | 10     | 6      |

P = presenze; PT = punti totali; AV = attacchi vincenti; MV = muri vincenti; BV = battute vincenti